# Entrena
Entrena é um município da Espanha 
na província e comunidade autónoma de La Rioja, de área 21,03 km² com população de 1503 habitantes (2011) e densidade populacional de 71,47 hab/km². Situa-se a 13 km a sul de Logroño.

## Geografia

Localização de Entrena

O relevo do município é plano, sua altitude varia entre os 500 e os 600 m. A maior parte do terreno se encontra num glacis, antigo leito do Rio Iregua. Na zona sul se encontram as primeiras estribaciones da Serra de Moncalvillo. O povo se localiza nesta zona, sobre o cerro El Conjuro. Está urbanizada em bastilha com suas ruas escalonadas e concêntricas. A zona residencial estende-se desde a ladeira sul até a planície adjacente, enquanto na ladeira norte, mais fresca, localiza-se o Bairro das Adegas.
Os rios são escassos e com grande estiaje. Mal uns barrancos procedentes da serra cruzam o termo de Sur a Norte, como Ruicidera ou Rio Daroca.
O termo municipal limita com Navarrete e Lardero ao Norte; Albelda de Iregua ao Leste; Nalda, Sorzano e Sojuela ao Sur e Medrano ao Oeste.
| Noroeste: Navarrete | Norte: Navarrete | Nordeste: Lardero        |
| Oeste: Medrano      |                  | Leste: Albelda de Iregua |
| Sudoeste: Sojuela   | Sul: Sorzano     | Suleste: Nalda           |

## História
A zona esteve povoada em época romana, como indica a existência do povoado romano da Dehesa, além da calçada de Zaragoza-Briviesca que passava por ali.
Afonso I das Astúrias "o Católico" em meados do século VIII reconquistó a vila aos muçulmanos. Segundo o Dicionário Geográfico, editado em Barcelona em 1830, Entrena seria fundada por este rei em torno do ano 750, mas já se sabe pela Crónica de Alfonso III que as incursões realizadas por este rei não supuseram a fundação de povos. Estas expedições, levadas a cabo junto com seu irmão Froila, consistiram em matar aos muçulmanos que encontravam e recolher cristãos para lhos levar às montanhas.
Entrena não pôde pertencer a nenhum reino cristão até a conquista de Viguera por parte do rei navarro Sancho I Garcés em 924.
Em 1044 aparece documentado baixo o nome romance de Antelena.
Desde 1076 pertenceria ao Reino de Castela e a seu rei Alfonso VI. Este, ante o valor estratégico da zona, fronteiriça com os reinos de Aragão e Navarra, repovoou e levantou diversas praças fortes para proteger seus interesses, entre elas Entrena.
O rei navarro-aragonês Alfonso I o batalhador levantou na colina El Conjuro uma torre vigia ao redor da qual dispôs um destacamento. Ali passava o monarca breves períodos de descanso. Uma dessas estadias está documentada em um escrito de 1128 no que aparece Entrena já com o título de "Villa". Esta torre é a que aparece refletida no actual escudo do município.
Em 1163, Sancho VI de Navarra repovou a vila, depois de conquistar La Rioja aproveitando a minoria de idade do rei castelhano Afonso VIII de Castela. Depois de várias capitulaçãos entre os monarcas de Navarra e Castilla e com a intervenção do rei Henrique II de Inglaterra, volta a passar a mãos do rei castelhano em 1179. Ademais aparece no Cartulario de Santo Domingo de la Calzada de 1168, citando a García Bermúdez como senhor desta vila bem como da de Ausejo.
Em certas dádivas do rei Sancho Garcés IV de Navarra aparece Entrena com o nome latino de "Entidigone".
Durante o reinado de Estefanía de Foix, viúva de Garcia Sanchez III de Pamplona, foi uma das vilas favorecidas pelo privilégio de união e outros direitos, junto a Sojuela, Velilla da Rad, Fuenmayor, Hornos de Moncalvillo, Medrano e Navarrete. A estes municípios conheceu-se-lhes como as Sete Vilas do Campo]]. Mais tarde esta rainha doou Entrena ao monastério de Santa María a Real de Nájera, aparecendo nomeada como "Antelana".

## Lugares de interesse

### Edifícios e monumentos
- Igreja de San Martín.

Construída no ano 1545 em fábrica de sillería. É uma igreja de uma nave de três trechos com capelas entre contrafortes, cruzeiro e cabeceira ochavada de três planos. Dentro da igreja parroquial sobressaen o retábulo maior e o coro.
- Convento de Santa Clara.

Fundado em 1503 por dom Carlos Ramírez de Arellano e sua esposa Juana de Zúñiga, Condes de Aguilar e senhores de Cameros. As primeiras que o habitaram foram três freiras procedentes de Tordesillas. Em 2001 foi clausurado por falta de vocações.
A igreja adjacente consta de uma nave de dois trechos e cabeceira quadrangular, com capelas a modo de braços de cruzeiro no primeiro trecho. O retábulo do altar maior e capelas são barrocos.
- Ermita de Santa Ana.

Situada a 2 km da localidade pela LR-137 em direcção Navarrete. De aparência barroca, do século XVIII, foi restaurada em 1964 e 2005. Na segunda-feira de pentecostés realiza-se uma procissão levando uma imagem da santa até a ermita. Depois da missa vai-se ao próximo lugar Las Riberas onde, baixo o choupal, se assan costeletas.

## Meio ambiente
A maior parte do município é utilizado para cultivos e mal ficam terrenos com vegetação autóctona. Nas zonas não lavradas crescem carvalhos, carrascos e azinheiras. Ademais nos últimos anos estão a recuperar-se ulmeiros que antanho abundasen na localidade. Em 1995 a prefeitura cedeu terrenos nas colinas San Lázaro, Tono e Cuatro Cantos a ICONA, para repovoaros com pinheiros. Quanto a arbustos destaca o tomilho, alecrim, mormaga e os abrunheiros dos que se elabora o pacharán.
A fauna selvagem que abunda nesta localidade são os coelhos e lebres e em menor medida texugos e doninhas. Em ocasiões podemos-nos encontrar com raposas ou algum javali, o qual é muito abundante na próxima Serra de Moncalvillo.

## Demografia
Ao estar situada cerca da capital, Entrena tem ido aumentando sua população lentamente, em comparação com outras localidades próximas, mas distanciando da maioria dos povos da comunidade, mais afastados, que têm perdido população.
Desde começos deste século Entrena tem recebido a chegada de numerosos imigrantes, a maioria marroquinos, que têm acelerado seu crescimento demográfico, bem como vindos de outras comunidades, devido aos altos preços da moradia em Logroño.

### Séries de população
Variação demográfica do município entre 1900 e 2010

### História
No censo de população da Coroa de Castilla do século XVI, Entrena aparece nas adiçãos de Nájera registada por 232 vizinhos (1.160 almas). No já citado Dicionário Geográfico de Barcelona (1830) se cita a Entrena com 255 vizinhos (1.285 almas). No censo da Província de Logroño de 1840 regista 191 vizinhos (803 almas).

## Política
Lista de alcaides desde 1979:
- Juan Ulecia Medrano, 1979-1983
- Aquiliano Medrano Rodríguez, 1983-1989
- José Luis Rodríguez Untoria, 1989-1991
- Miguel Ángel Corral Navarro, 1991-1999
- Ricardo Cerrolaza Ruiz, 1999-2003
- Manuel Rodríguez Rodríguez 2003-2007
- Esteban Pérez Díez, desde 2007

## Festas

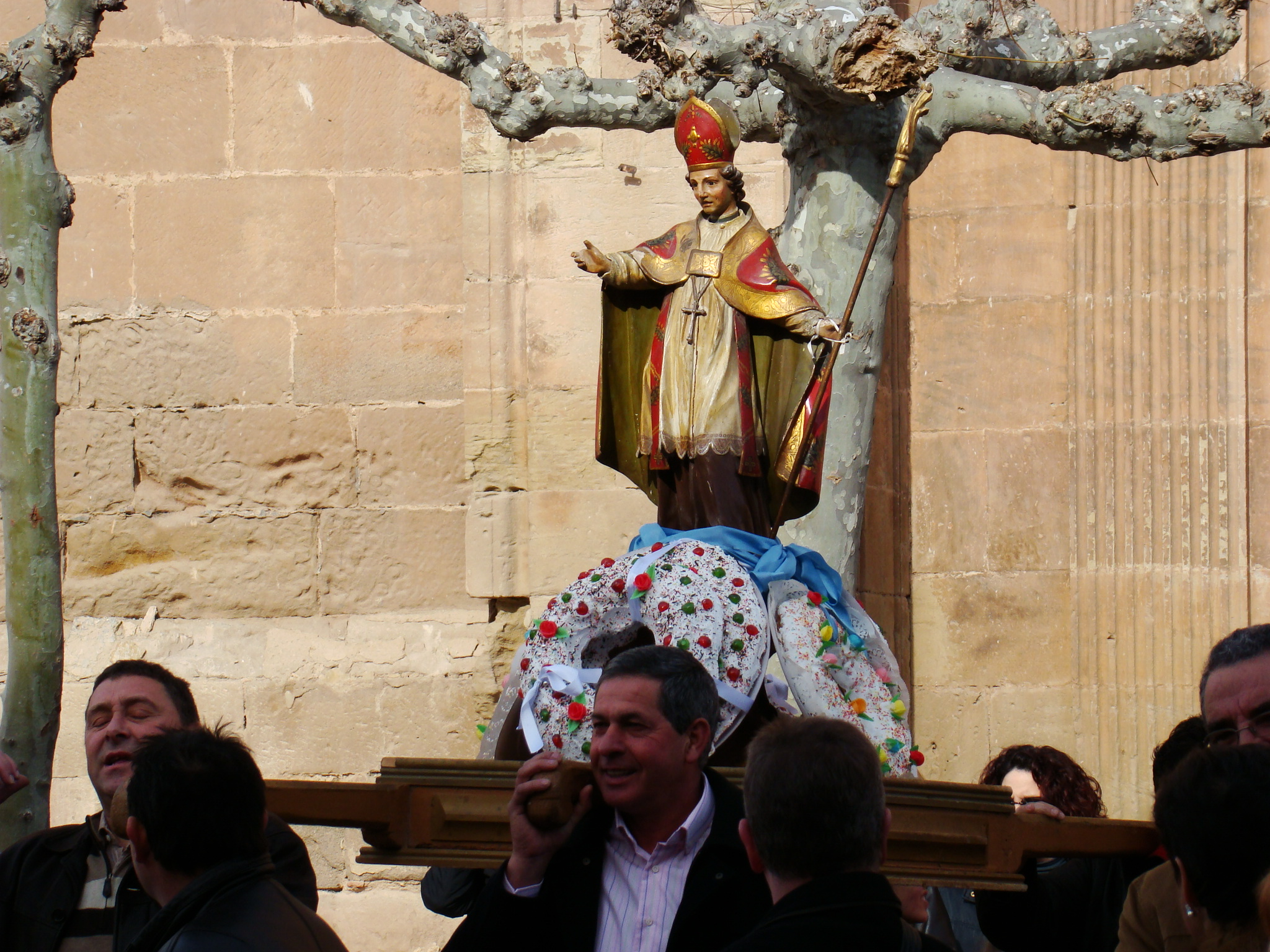
Procissão no dia de San Blas

As festas mais importantes são:
- 10 de julio: San Cristóbal.
- 3 de fevereiro: San Blas.
- 15 de maio: San Isidro Labrador.
- 11 de novembro: San Martín.